# Saro London
El Saunders Roe A.27 London fue un hidrocanoa biplano militar británico construido por la compañía Saunders Roe. Sólo se construyeron 31 ejemplares, entrando en servicio en la Real Fuerza Aérea (RAF) en 1936. Aunque debía ser reemplazado al estallar la Segunda Guerra Mundial, estuvo en servicio activo hasta la introducción del finalmente fallido Lerwick.

## Desarrollo
El A.27 London se diseñó en respuesta a la Especificación R.24/31 del Ministerio del Aire, emitida para un "General Purpose Open Sea Patrol Flying Boat" (hidrocanoa de patrullaje en mar abierto de propósitos generales), y se basaba en el Saro A.7 Severn. El London y su contemporáneo, el Supermarine Stranraer, fueron los últimos hidroaviones biplano multimotor en servicio en la RAF.El diseño utilizaba un casco corrugado totalmente metálico y superficies de ala y cola revestidas de tela, con dos motores radiales Bristol Pegasus II, montados en el ala superior para protegerlos de las salpicaduras durante el despegue y el aterrizaje.
El primer prototipo voló por primera vez en marzo de 1934 y luego estuvo en servicio hasta 1936 con los escuadrones 209 y 210 de la RAF, en RAF Felixstowe y Gibraltar respectivamente.
Las primeras entregas de aviones de producción comenzaron en marzo de 1936 con motores Pegasus III, y a partir del undécimo avión se le instaló el motor Pegasus X, cambiando la designación del avión a London Mk. II. Los London anteriores fueron modernizados con el Pegasus X y también recibieron la designación "Mk.II".

## Historia operacional

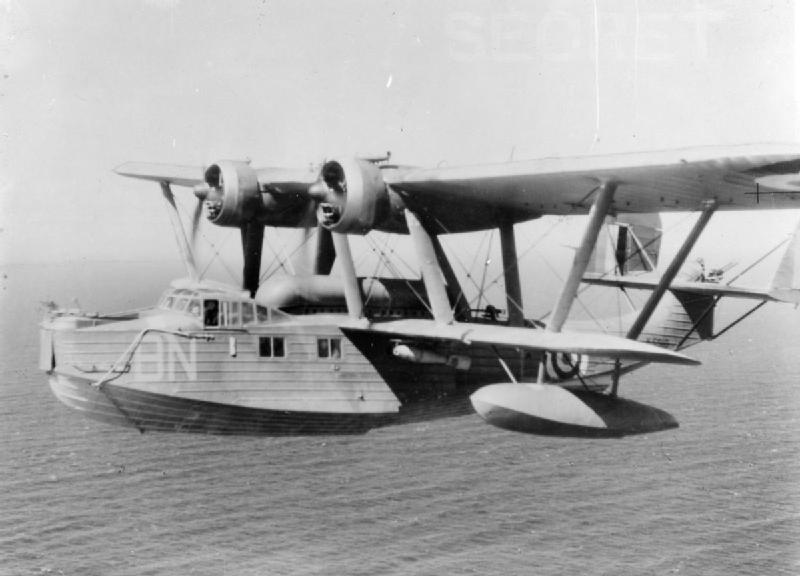
Un Saro London del 240 Escuadrón de la RAF en patrulla sobre el Mar del Norte.

El modelo London Mk.II equipó al Escuadrón 201 de la RAF en la base de Calshot a partir de 1936, reemplazando a los Supermarine Southampton. Posteriormente, en octubre de 1936, se entregaron otros ejemplares al Escuadrón 204 de la RAF en la base de Mount Batten, Plymouth, reemplazando también a los Southampton. Se entregaron más al mismo escuadrón en 1937 para reemplazar a los Blackburn Perth, al Escuadrón 202 de la RAF en Kalafrana, Malta, reemplazando a los Supermarine Scapa, y al Escuadrón 228 de la RAF en Pembroke Dock.
Entre 1937 y 1938, el Escuadrón 204 de la RAF utilizó cinco London equipados con depósitos de combustible externos auxiliares para un vuelo de entrenamiento de larga distancia a Australia para celebrar el 150.º aniversario de la fundación de la Colonia en Sídney, Nueva Gales del Sur. En esta configuración, tenían una autonomía de 4180 km (2600 millas).
Al estallar la Segunda Guerra Mundial en septiembre de 1939, el London equipaba al Escuadrón 201 de la RAF, entonces estacionado en Sullom Voe, Shetland, y al Escuadrón 202 de la RAF en Gibraltar, así como al Escuadrón 240 de la RAF en Invergordon, que se había reequipado con London en julio de 1939. Estos aviones realizaron patrullas activas sobre el Mar del Norte y el Mediterráneo. Algunos estaban equipados con un depósito de combustible dorsal para aumentar el radio de acción. Armamento en forma de bombas, cargas de profundidad y minas navales con un peso total de hasta 907 kg podrían transportarse debajo de las alas inferiores.
Gradualmente, las funciones de los London fueron asumidas por aviones más nuevos, como el Lockheed Hudson, mientras que los escuadrones que realizaban patrullas en el Atlántico y en el Mediterráneo fueron reequipados con Short Sunderland. Todos fueron retirados del frente a mediados de 1941.

## Variantes
Prototipo
Un único ejemplar.
Londres Mk.I
Se construyeron 10 unidades con dos motores Pegasus III de 820 hp y hélices bipala. Posteriormente se convirtieron al Mk.II.
Londres Mk.II
20 construidos con dos motores Pegasus X de 915 hp y hélices de cuatro palas.

## Operadores
Reino Unido
- Real Fuerza Aérea

## Especificaciones (London Mk.II)
Referencia datos: War Planes of the Second World War: Volume Five Flying Boats 

### Características generales
- Tripulación: Seis
- Longitud: 17,2 m (56,5 ft)
- Envergadura: 24,4 m (80 ft)
- Altura: 5,7 m (18,8 ft)
- Superficie alar: 132,4 m² (1425,2 ft²)
- Peso vacío: 5035 kg (11 097,1 lb)
- Peso cargado: 8346 kg (18 394,6 lb)
- Planta motriz: 2× motor radial de 9 cilindros refrigerado por aire Bristol Pegasus X.
  - Potencia: 682 kW (940 HP; 927 CV) cada uno.
- Hélices: Tripala de paso fijo

### Rendimiento
- Velocidad máxima operativa (Vno): 249 km/h (155 MPH; 134 kt)
- Velocidad crucero (Vc): 206 km/h (128 MPH; 111 kt)
- Alcance: 1800 km (972 nmi; 1118 mi)
- Alcance en ferry: 2800 km con depósito de combustible auxiliar sobre el fuselaje
- Techo de vuelo: 6100 m (20 013 ft)
- Régimen de ascenso: 6 m/s (1181 ft/min)

### Armamento
- Ametralladoras: 

  - 3x Lewis de 7,7 mm
- Bombas: 900 kg de bombas, minas o cargas de profundidad

## Aeronaves relacionadas

### Desarrollos relacionados
- Saunders A.14
- Saunders Severn

### Aeronaves similares
- Supermarine Stranraer

### Secuencias de designación
- Secuencia A._ (interna de Saro): ← A.21 Windhover - A.22 Segrave Meteor - A.24 Mailplane - A.27 London - A.29 Cloud - A.33 - A.37 Shrimp